# Número racional
Em matemática, um número racional é todo número que pode ser representado por uma fração {\displaystyle {\frac {a}{b}}} de dois números inteiros, um numerador {\displaystyle a} e um denominador não nulo {\displaystyle b}. Como {\displaystyle b} pode ser igual a 1, todo número inteiro também é um número racional. O termo racional surge do fato de {\displaystyle {\frac {a}{b}}} representar a razão ou proporção entre os inteiros {\displaystyle a} e {\displaystyle b}.
O conjunto dos números racionais é representado por {\displaystyle \mathbb {Q} } (ou alternativamente por Q), sendo o uso da letra "Q" derivado da palavra latina quotiē(n)s, cujo significado é "quantas vezes". Tal conjunto é definido por:{\displaystyle \mathbb {Q} =\left\{{\dfrac {a}{b}}|\,a\in \mathbb {Z} \quad {\mbox{e}}\quad b\in \mathbb {Z^{*}} \right\}.}A expansão decimal de um número racional sempre termina após um número finito de dígitos ou começa a repetir a mesma sequência finita de dígitos repetidamente. Além disso, qualquer dízima periódica ou número decimal com quantidade finita de casas decimais representa um número racional. Essas instruções são verdadeiras não apenas para a base 10, mas também para qualquer outra base inteira (por exemplo, binária, hexadecimal).
Números racionais podem ser formalmente definidos como classes de equivalência do par de inteiros {\displaystyle (a,b)} em que {\displaystyle b\not =0}, para a relação de equivalência definida por {\displaystyle (a_{1},b_{1})\thicksim (a_{2},b_{2})} se, e somente se, {\displaystyle a_{1}b_{2}=a_{2}b_{1}}.
Os números racionais junto com a adição e a multiplicação formam um corpo que contém os inteiros e é contido por qualquer corpo que contém os inteiros. Extensões finitas de {\displaystyle \mathbb {Q} } são chamadas de corpos de números algébricos, e o fechamento algébrico de {\displaystyle \mathbb {Q} } é o corpo dos números algébricos.
Em análise matemática, os números racionais formam um subconjunto denso dos números reais. Os números reais podem ser construídos a partir dos números racionais por complementação, usando as sequências de Cauchy, cortes de Dedekind ou decimais infinitos.
Um número real que não é racional é chamado número irracional. Exemplos de números irracionais são a raiz quadrada de 2 ({\displaystyle {\sqrt {2}}}), a constante Pi ({\displaystyle \pi }), a constante de Euler ({\displaystyle e}) e a proporção áurea ({\displaystyle \varphi }). A expansão decimal de um irracional é sempre infinita e não periódica. Como o conjunto dos números racionais é enumerável e o conjunto dos números reais é não enumerável, quase todos os números reais são irracionais.

## Histórico

Diagrama de alguns subconjuntos de números reais.

É provável que o conceito de números fracionários remonte aos tempos pré-históricos. Os antigos egípcios usavam sua notação de fração egípcia para números racionais em textos matemáticos, como o Papiro Matemático Rhind e o Papiro Kahun. Os matemáticos gregos e indianos clássicos fizeram estudos da teoria dos números racionais, como parte do estudo geral da teoria dos números. Os mais conhecidos deles são os Elementos de Euclides, que datam de aproximadamente 300 a.C.. Dos textos indianos, o mais relevante é o Sutra Sthananga, que também cobre a teoria dos números como parte de um estudo geral da matemática.
O conceito de frações decimais está intimamente ligado à notação posicional do valor decimal; os dois parecem ter se desenvolvido em paralelo. Por exemplo, é comum na matemática sutra jainista incluir cálculos de aproximações de frações decimais para pi ou a raiz quadrada de 2. Da mesma forma, os textos matemáticos babilônicos usaram frações sexagesimais (base 60) com grande frequência.

## Definição
Números racionais são todos os números que podem ser escritos na forma de fração {\displaystyle {\frac {p}{q}}} com {\displaystyle p,q\in \mathbb {Z} ,q\neq 0}, incluindo as frações equivalentes a {\displaystyle {\frac {p}{q}}}. O conjunto dos números racionais, geralmente denotado por {\displaystyle \mathbb {Q} }, é aquele que inclui todos os números racionais. Em outras palavras, o conjunto dos números racionais é formado por todos os quocientes de números inteiros {\displaystyle p} e {\displaystyle q}, em que {\displaystyle q} é não nulo.
Na fração {\displaystyle {\frac {p}{q}}}, {\displaystyle p} é o numerador e {\displaystyle q} o denominador. Se {\displaystyle p} e {\displaystyle q} são primos entre si, ou seja, se {\displaystyle {\textrm {mdc}}(p,q)=1}, diz-se que essa fração é irredutível.

## Representação
Há diferentes formas de apresentar os números racionais: frações (próprias ou impróprias), números mistos (variação das frações impróprias, também chamados de frações mistas), números decimais de escrita finita e as dízimas periódicas, que são números decimais em cuja escrita aparecem períodos numéricos que se repetem infinitamente.
Todo número racional {\displaystyle {\frac {p}{q}}} possui uma expansão decimal infinita e periódica. No entanto, considerando {\displaystyle q\neq 1}, o número racional {\displaystyle {\frac {p}{q}}} pode ser representado por um número decimal de escrita finita se, e somente se, os únicos primos que aparecem na decomposição em primos de {\displaystyle q} são {\displaystyle 2} e {\displaystyle 5}. Consequentemente, somente os racionais que podem ser representados por uma fração decimal (fração cujo denominador é uma potência de {\displaystyle 10}) admitem expansão decimal finita.

### Exemplos
- O número racional dado pela fração própria irredutível {\displaystyle {\frac {1}{4}}} pode ser representado pelo número decimal de escrita finita {\displaystyle 0,25} ou pela dízima periódica {\displaystyle 0,24999...=0,24{\overline {9}}}. O mesmo número racional também pode ser representado por infinitas frações equivalentes, entre elas {\displaystyle {\frac {2}{8}}}, {\displaystyle {\frac {3}{12}}}, {\displaystyle {\frac {10}{40}}} e {\displaystyle {\frac {25}{100}}}. Nota-se que tal racional pode ser representado por uma fração decimal (na decomposição em primos de {\displaystyle 4} só aparece o primo {\displaystyle 2}), de modo que possui representação decimal finita.

- O número racional dado pela fração imprópria irredutível {\displaystyle {\frac {4}{3}}} pode ser representado pelo número misto {\displaystyle 1{\tfrac {1}{3}}} ou pela dízima periódica {\displaystyle 1,33333...=1,{\overline {3}}}. Neste caso, tal número não possui representação decimal finita.
- No caso da representação de um racional por uma fração mista, a parte inteira é separada da parte fracionária, ficando subentendida a soma de cada parte. Por exemplo, {\displaystyle 1{\tfrac {2}{3}}} é o mesmo que {\displaystyle 1+{\frac {2}{3}}={\frac {3}{3}}+{\frac {2}{3}}={\frac {5}{3}}}. Nota-se que a divisão {\displaystyle {\frac {5}{3}}} pode ser interpretada como {\displaystyle 5=1\times 3+2}, sendo que, na divisão, {\displaystyle 1} é o quociente (parte inteira), {\displaystyle 2} é o resto (virando o numerador) e {\displaystyle 3} é o divisor (seguindo como denominador).[10]

## Equivalência de frações

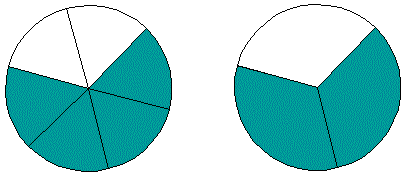
Perceba que a quantidade de "pedaços" é diferente, mas quantidade total marcada em cada círculo é igual

Duas frações distintas podem representar a mesma parte de um inteiro, a mesma quantidade. Neste caso, tais frações estão representado o mesmo número racional e as frações são ditas equivalentes.
Quando os denominadores são iguais é fácil identificar se as quantidades representadas por duas frações são iguais, pois a quantidade da fração {\displaystyle {\frac {2}{5}}} não será a mesma de {\displaystyle {\frac {4}{5}}} e {\displaystyle {\frac {9}{5}}}, pois {\displaystyle 2\neq 4\neq 9}. Agora, quando os denominadores não são iguais, sendo {\displaystyle a,b,c,d} números inteiros com {\displaystyle b,d\neq 0}, diz-se que as frações {\displaystyle {\frac {a}{b}}} e {\displaystyle {\frac {c}{d}}} são frações equivalentes se, e somente se, {\displaystyle ad=bc}, ou seja, {\displaystyle {\frac {a}{b}}={\frac {c}{d}}\Leftrightarrow ad=bc}.

### Exemplos
São exemplos de frações equivalentes:
- {\displaystyle {\frac {2}{5}}={\frac {4}{10}}={\frac {6}{15}}={\frac {8}{20}}\cdots };
- {\displaystyle {\frac {-1}{2}}={\frac {2}{-4}}={\frac {-3}{6}}\cdots };
- {\displaystyle {\frac {4}{3}}={\frac {8}{6}}={\frac {12}{9}}={\frac {16}{12}}\cdots }.

### Propriedades de equivalência de frações
As frações equivalentes possuem as seguintes propriedades:
- {\displaystyle {\frac {a}{b}}={\frac {a}{b}}} (reflexiva);
- {\displaystyle {\frac {a}{b}}={\frac {c}{d}}\Rightarrow {\frac {c}{d}}={\frac {a}{b}}} (simétrica);
- {\displaystyle {\frac {a}{b}}={\frac {c}{d}}} e {\displaystyle {\frac {c}{d}}={\frac {e}{f}}\Rightarrow {\frac {a}{b}}={\frac {e}{f}}} (transitiva)[demonstração 1].[4]

De acordo com as propriedades acima, nota-se que os números racionais podem ser formalmente definidos como classes de equivalência do par de inteiros {\displaystyle (a,b)} em que {\displaystyle b\not =0}, para a relação de equivalência definida por {\displaystyle (a,b)\thicksim (c,d)} se, e somente se, {\displaystyle ad=bc}. Em outras palavras, temos o seguinte resultado, que pode ser chamado de teorema da igualdade e equivalência: um número racional qualquer, dado por uma fração {\displaystyle {\frac {a}{b}}}, é igual a um outro número racional, com a forma de fração {\displaystyle {\frac {c}{d}}}, se, e somente se, essas duas frações forem equivalentes.

### Classes de frações
De acordo com o teorema acima, um número racional pode ser representado por infinitas frações distintas equivalentes. Um conjunto destas frações equivalentes é chamado de classe de equivalência da fração. Para simplificação, a classe de equivalência associada a um número racional pode ser representado pela fração irredutível que o representa.
O termo classe pode ter o mesmo significado de conjunto, mas este nome é utilizado quando se trabalha com objetos matemáticos equivalentes entre si, de alguma maneira.
Para exemplificar, no caso do número racional de representação decimal finita {\displaystyle r=0,4}, tem-se a seguinte classe de equivalência: {\displaystyle \left\{{\frac {2}{5}},{\frac {4}{10}},{\frac {6}{15}},\cdots \right\}}. O número zero é o único número racional que possui representações de numerador e denominador com sinais iguais e diferentes, podendo-se escrever a seguinte classe: {\displaystyle \left\{{\frac {0}{1}},{\frac {0}{2}},\cdots ,{\frac {0}{-1}},{\frac {0}{-2}},\cdots \right\}.}

## Subconjuntos deQ{\displaystyle \mathbb {Q} }

O conjunto dos racionais (ℚ) está contido nos reais (ℝ) e contém os inteiros (ℤ), que contém os naturais (ℕ)

Para o conjunto dos racionais, pode-se citar alguns subconjuntos com notação específica:
- {\displaystyle \mathbb {Q} ^{*}:} conjuntos dos racionais não nulos.
- {\displaystyle \mathbb {Q} _{+}:} conjuntos dos racionais não negativos.
- {\displaystyle \mathbb {Q} _{+}^{*}:} conjuntos dos racionais positivos.
- {\displaystyle \mathbb {Q} _{-}:} conjuntos dos racionais não positivos.
- {\displaystyle \mathbb {Q} _{-}^{*}:} conjunto dos racionais negativos.

Outros subconjuntos de {\displaystyle \mathbb {Q} } bastante conhecidos são o conjunto dos números naturais ({\displaystyle \mathbb {N} }) e o conjunto dos números inteiros ({\displaystyle \mathbb {Z} }).

## Propriedades dos racionais
Considerando {\displaystyle {\frac {a}{b}}},{\displaystyle {\frac {c}{d}}},{\displaystyle {\frac {e}{f}}\in \mathbb {Q} }, com {\displaystyle a,b,c,d,e,f\in \mathbb {Z} } e {\displaystyle b,d,f\neq 0}, nas seções abaixo são listadas propriedades dos números racionais:

### Adição
- {\displaystyle \left({\frac {a}{b}}+{\frac {c}{d}}\right)+{\frac {e}{f}}={\frac {a}{b}}+\left({\frac {c}{d}}+{\frac {e}{f}}\right)} (associativa);
- {\displaystyle {\frac {a}{b}}+{\frac {c}{d}}={\frac {c}{d}}+{\frac {a}{b}}} (comutativa);
- {\displaystyle {\frac {a}{b}}+0={\frac {a}{b}}} (elemento neutro da soma);
- {\displaystyle {\frac {a}{b}}+\left(-{\frac {a}{b}}\right)=0} (simétrico para a adição).

### Multiplicação
- {\displaystyle \left({\frac {a}{b}}\cdot {\frac {c}{d}}\right)\cdot {\frac {e}{f}}={\frac {a}{b}}\cdot \left({\frac {c}{d}}\cdot {\frac {e}{f}}\right)} (associativa);
- {\displaystyle {\frac {a}{b}}\cdot {\frac {c}{d}}={\frac {c}{d}}\cdot {\frac {a}{b}}} (comutativa);
- {\displaystyle {\frac {a}{b}}\cdot 1={\frac {a}{b}}} (elemento neutro da multiplicação);
- {\displaystyle {\frac {a}{b}}\cdot \left({\frac {c}{d}}+{\frac {e}{f}}\right)={\frac {a}{b}}\cdot {\frac {c}{d}}+{\frac {a}{b}}\cdot {\frac {e}{f}}} (distributiva);
- {\displaystyle \forall }{\displaystyle {\frac {a}{b}}\in \mathbb {Q} } e {\displaystyle \neq 0,} existe {\displaystyle {\frac {b}{a}}\in \mathbb {Q} ,} tal que {\displaystyle {\frac {a}{b}}\cdot {\frac {b}{a}}=1} (simétrico para a multiplicação).

Com isso, pode-se definir em {\displaystyle \mathbb {Q} ^{*}} a divisão de dois números racionais: {\displaystyle {\frac {a}{b}}:{\frac {c}{d}}={\frac {a}{b}}\cdot {\frac {d}{c}},} para {\displaystyle {\frac {c}{d}}\neq 0.}

### Outras propriedades

#### Unicidade da fração irredutível
Todo número racional é representado por uma, e só uma, fração irredutível de denominador positivo.

#### Ordenação dos racionais
O corpo {\displaystyle [\mathbb {Q} ,+,\cdot ,<]} possui a estrutura de corpo ordenado, sendo verificadas as seguintes propriedades de ordem: transitividade, tricotomia, monotonicidade da adição e monotonicidade da multiplicação.

#### Propriedade arquimediana emQ{\displaystyle \mathbb {Q} }

Diagrama ilustrando a enumerabilidade do conjunto dos números racionais positivos

O conjunto dos racionais possui a propriedade arquimediana, ou seja, dados os números {\displaystyle r,s\in \mathbb {Q} ,s>0,} pode-se encontrar  {\displaystyle n\in \mathbb {N} ,} tal que {\displaystyle r<n\cdot s}.

#### Densidade dos racionais
Se existirem, entre dois números reais distintos, infinitos elementos de um subconjunto C de {\displaystyle \mathbb {R} }, diz-se que o conjunto C é denso em {\displaystyle \mathbb {R} }. Assim, segue que {\displaystyle \mathbb {Q} } é denso em {\displaystyle \mathbb {R} }, ou seja, entre dois números reais distintos (racionais ou irracionais) existem infinitos números racionais.
Observa-se que a média aritmética de quaisquer dois números racionais sempre é um número racional que fica entre eles.

#### Enumerabilidade
O conjunto de todos os números racionais é contável (enumerável), enquanto o conjunto de todos os números reais (assim como o conjunto de números irracionais) é não enumerável. Sendo enumerável, o conjunto dos racionais é um conjunto de medida zero, ou seja, quase todos os números reais são irracionais, no sentido da medida de Lebesgue.

## Representação decimal
Podemos passar um número racional na forma de fração {\displaystyle {\frac {a}{b}}} para a forma decimal dividindo o inteiro {\displaystyle a} pelo inteiro {\displaystyle b}, através do algoritmo de Euclides. Neste caso, são duas as possibilidades para a representação decimal encontrada:
- Um número decimal que tem uma quantidade finita de algarismos, diferentes de zero, isto é, uma decimal exata (ou um número decimal exato);
- Um número decimal que tem uma quantidade infinita de algarismos que se repetem periodicamente, isto é, uma dízima periódica.

Em uma dízima periódica, quando o bloco de repetição se inicia logo após a vírgula, diz-se que a dízima periódica é simples, caso contrário, a dízima periódica é dita composta. Como exemplos, podemos citar o número decimal exato {\displaystyle {\frac {27}{1000}}=0,027}, a dízima periódica simples {\displaystyle {\frac {2}{7}}=0,285714285714\cdots =0,{\overline {285714}}} e a dízima periódica composta {\displaystyle {\frac {11}{6}}=1,8333\cdots =1,8{\bar {3}}}.
Todo número na forma de decimal exata ou de dízima periódica pode ser convertido à forma de fração {\displaystyle {\frac {a}{b}}}. Quando a decimal é exata, pode-se escrevê-la em forma de fração cujo numerador é o numeral decimal sem a vírgula e cujo denominador é o algarismo {\displaystyle 1} seguido de tantos zeros quantas forem as casas decimais do numeral dado. Como exemplos, pode-se citar {\displaystyle 0,37={\frac {37}{100}}} e {\displaystyle 2,631={\frac {2631}{1000}}}. Já quando a decimal é uma dízima periódica, a fração que dá origem a mesma é chamada de fração geratriz e a mesma pode ser encontrada a partir de um equacionamento, como no exemplo ilustrado abaixo para a representação decimal {\displaystyle 6,4343\cdots =6,{\overline {43}}}
{\displaystyle {\begin{aligned}x&=6,434343\cdots \\100x&=643,434343\cdots \\\end{aligned}}{\bigg \}}\Rightarrow 100x-x=643-6\Rightarrow 99x=637\Rightarrow x={\frac {637}{99}}}.

### Método das Divisões
Todo número racional {\displaystyle p} pode ser escrito de acordo com a seguinte expansão:
{\displaystyle p=a_{n}\times 10^{n}+...+a_{1}\times 10+a_{0}+{\frac {b_{1}}{10}}+{\frac {b_{2}}{10^{2}}}+{\frac {b_{3}}{10^{3}}}...},
ou de forma mais simplificada, como a representação decimal:
{\displaystyle p=a_{n}...a_{1}a_{0},b_{1}b_{2}b_{3}...},
onde {\displaystyle a_{n},...,a_{1},a_{0},b_{1},b_{2},b_{3},...} são algarismos de 0 a 9. Nota-se que as casas depois da vírgula (ou parte fracionária positiva) pode ser escrita como uma soma de frações decimais, as quais tem como numerador o número de sua respectiva casa decimal. Esse método pode ser utilizado tanto em uma fração ordinária que é equivalente a uma fração decimal quanto nas que não são equivalentes a uma fração decimal.

## Fração contínua
Uma fração contínua finita é uma expressão da forma
{\displaystyle a_{0}+{\cfrac {1}{a_{1}+{\cfrac {1}{a_{2}+{\cfrac {1}{\ddots +{\cfrac {1}{a_{n}}}}}}}}},}

onde {\displaystyle a_{i}} são inteiros. Todo número racional pode ser representado como uma fração contínua finita, cujos coeficientes {\displaystyle a_{i}} podem ser determinados pela aplicação do algoritmo euclidiano entre o numerador e o denominador da fração que representa o racional. Reciprocamente, nota-se que se a representação por frações contínuas de um número for finita, então este número é racional.

## Demonstrações
1. ↑   Se {\displaystyle {\frac {p}{q}}={\frac {r}{s}}} então {\displaystyle ps=qr}. Consequentemente {\displaystyle psu=qru}.
Da mesma forma, se {\displaystyle {\frac {r}{s}}={\frac {t}{u}}}, então {\displaystyle ru=st}, de modo que {\displaystyle ruq=stq}.
Fatalmente, {\displaystyle psu=qru=stq}, ou seja, vale que  {\displaystyle psu=stq} e, como {\displaystyle s\neq 0}, {\displaystyle pu=tq}. Assim, {\displaystyle {\frac {p}{q}}={\frac {t}{w}}}, o que garante que as frações são equivalentes.
2. ↑  Prova-se a existência e a unicidade:

  - Existência (existe uma): Considere o número racional representado pela fração de inteiros {\displaystyle a/b}, com {\displaystyle b>0}. No caso em que {\displaystyle b=1}, a fração dada já é irredutível. Resta examinar os casos {\displaystyle b\geq 2}. Os subcasos triviais {\displaystyle a=0}, e {\displaystyle a=\pm 1}, são imediatos ({\displaystyle {\frac {0}{b}}={\frac {0}{1}}} e {\displaystyle {\frac {\pm 1}{b}}} já são irredutíveis). Considerando o subcaso {\displaystyle a\neq 0,\pm 1},  pelo Teorema Fundamental da Aritmética, pode-se escrever {\displaystyle a=mc} e {\displaystyle b=md}, onde {\displaystyle m} é o produto de todos os divisores primos comuns a {\displaystyle a} e {\displaystyle b}, e {\displaystyle c} e {\displaystyle d} é o que resta das respectivas fatorações. Segue imediatamente que {\displaystyle {\frac {a}{b}}={\frac {c}{d}}} (pois, como {\displaystyle m\neq 0}, provar {\displaystyle ad=bc} é o mesmo que provar {\displaystyle amd=bmc}, ou ainda, {\displaystyle ab=ba}), e {\displaystyle {\frac {c}{d}}} é facilmente visto ser irredutível e de denominador positivo.
  - Unicidade (existe somente uma): Se {\displaystyle {\frac {a}{b}}={\frac {c}{d}}} e {\displaystyle {\frac {a}{b}}={\frac {c'}{d'}}}, com ambas {\displaystyle {\frac {c}{d}}} e {\displaystyle {\frac {c'}{d'}}} irredutíveis e de denominador positivo, pela transitividade da relação de equivalência entre frações, segue que {\displaystyle {\frac {c}{d}}={\frac {c'}{d'}}}. Logo, como a única maneira de duas frações irredutíveis e de denominador positivo serem equivalentes é estas serem iguais, tem-se que {\displaystyle c=c'} e {\displaystyle d=d'}.
3. ↑  Se {\displaystyle r<s\in \mathbb {Q} }, como

{\displaystyle r+r=2r} e {\displaystyle s+s=2s}

tem-se: {\displaystyle 2r<r+s<2s}
{\displaystyle \Rightarrow {\frac {1}{2}}\cdot 2r<{\frac {1}{2}}\cdot (r+s)<{\frac {1}{2}}\cdot 2s}
{\displaystyle \Rightarrow {\frac {2}{2}}r<{\frac {r+s}{2}}<{\frac {2}{2}}s}
{\displaystyle \Rightarrow r<{\frac {r+s}{2}}<s}.